# Xenokeroplatus steffani
Xenokeroplatus steffani är en tvåvingeart som beskrevs av Loïc Matile 1990. Xenokeroplatus steffani ingår i släktet Xenokeroplatus och familjen platthornsmyggor. Inga underarter finns listade i Catalogue of Life.